# Повстання в Акідзукі
Повстання в Акідзукі (яп. 秋月の乱, あきづきのらん, акідзукі но ран; 26 жовтня 1876 — 24 листопада 1876) — збройний антиурядовий виступ нетитулованої шляхти в Японії, в районі Акідзукі префектури Фукуока, на півночі острова Кюсю.

## Короткі відомості
На початку періоду Мейджі багато японських самураїв, які формували стан нетитулованої шляхти сідзоку, виступали проти соціальних реформ японського уряду. У зв'язку з цим понад 200 самураїв колишнього Акідзукі-хан під керівництвом Ісо Дзюна, Міядзакі Куруманосуке, Імамури Хякухатіро і Масуди Сідзукати вирішили приєднатися до шляхетського повстання Ліги камікадзе у префектурі Кумамото, що спалахнуло 24 жовтня 1876 року.
26 жовтня 1876 року загін Масуди вирушив до міста Саґа для об'єднання сил із тамтешніми самураями, а 27 жовтня основні сили Ісо, Міядзакі та Імамури попрямували до містечка Тойоцу на сході префектури Фукуока з такоюж метою.
29 жовтня основна група дісталася Тойоцу, але була зраджена місцевими, які сповістили про їхнє прибуття Ноґі Маресуке, начальника гарнізону у місті Кокура. Солдати гарнізону раптово напали на повстанців Акідзукі і змусили їх тікати. 31 жовтня 1876 року, бачучи нездійсненність своїх планів, командири Ісо та Міядзакі розпустили свої загони та наклали на себе руки. Залишки повстанців під проводом Імамури продовжували відхід до Акідзукі.
Тим часом група Масуди також дізналась про провал операції і вирушила до дому.
24 листопада 1876 року повстанці обох груп були арештовані на дорозі до Акідзукі урядовими військами.
3 грудня, за рішенням тимчасового суду у Фукуоці, Імамаурі і Масуді відрубали голови, 122 повстанців позбавили шляхетства, а 19 — відправили на каторгу.